# Waterhen River (vattendrag i Kanada, Manitoba)
Waterhen River är ett vattendrag i Kanada.   Det ligger i provinsen Manitoba, i den sydöstra delen av landet, 1 900 km väster om huvudstaden Ottawa.
Trakten runt Waterhen River är nära nog obefolkad, med mindre än två invånare per kvadratkilometer.